# Melissa Hortman
Melissa Hortman (Fridley, 27 de maio de 1970 – Brooklyn Park, 14 de junho de 2025) foi uma advogada e política estadunidense do Minnesota Democratic–Farmer–Labor Party, um partido filial do Partido Democrata. Foi assassinada em junho de 2025, no que foi chamado de ato de violência política direcionada.

## Trajetória política
Hortman se graduou em Ciência Política e Filosofia pela Universidade de Boston, obtendo o diploma em 1991. Se candidatou a deputada estadual em 1998 e 2002, sem sucesso. Em 2004, foi eleita para a câmara Minnesota House of Representatives, sendo reeleita a cada dois anos todas as vezes até sua morte. Foi líder da minoria na Câmara em 2017 a 2018, e em 2019 se tornou Speaker of the House.
Hortman era reconhecida como uma ativista de direitos humanos. Defendeu a reforma policial após o assassinato de George Floyd por brutalidade policial em 2020, e contribuiu para a proibição do uso de métodos de estrangulamento pelos policiais do estado.
Foi presidente da Câmara dos Representantes de Minnesota desde 2019 até sua morte. Em 2023, enquanto presidente, conseguiu aprovar leis que ampliavam o acesso ao aborto, legalizavam o uso recreativo da maconha, e favoreciam direitos trabalhistas à licença médica.

## Morte
Mellisa Hortman e seu marido Mark foram assassinados em 14 de junho de 2025 em sua casa, em Brooklyn Park, Minnesota. O assassino foi identificado como Vance L. Boelter, que havia atirado no também político John Hoffman e sua esposa pouco antes, na cidade vizinha de Champlin. Boelter utilizou uma roupa de policial para se aproximar das vítimas e então atirar nelas. Em Brooklyn Park, a polícia foi acionada às 3h35 da madrugada, e ao chegar na casa dos Hortman encontrou um veículo semelhante a viatura policial com luzes ligadas, e viu o suspeito saindo da casa, usando uniforme e distintivo policial. Uma troca de tiros ocorreu, mas o suspeito fugiu. A polícia encontrou o casal ainda com vida, mas logo foram declarados mortos.
O assassinato ocorreu em meio à onda de violência política durante a segunda presidência de Donald Trump. Protestos no estado foram cancelados após os tiroteios. O governador do Minnesota Tim Walz afirmou se tratar de um assassinato político. O presidente dos Estados Unidos Donald Trump afirmou que o FBI participará das buscas pelo criminoso. A ex-congressista Gabby Giffords, chefe de uma organização nacional de prevenção à violência armada, disse que "um ataque contra legisladores é um ataque à própria democracia americana".